# Élections sénatoriales de 2020 dans l'Ardèche
Les élections sénatoriales dans l'Ardèche ont lieu le dimanche 27 septembre 2020. Elles ont permis d'élire les sénateurs représentant le département au Sénat pour un mandat de six années.
À l'issue du scrutin, le sénateur sortant Mathieu Darnaud est déclaré réélu dès le 1er tour avec 62,76 % des suffrages, tandis qu'Anne Ventalon a également été élue au 1er tour avec 51,75 % des suffrages.

## Contexte départemental
Lors des élections sénatoriales de 2014 dans l'Ardèche, deux sénateurs ont été élus : Mathieu Darnaud et Jacques Genest.
Depuis, tous les effectifs du collège électoral des grands électeurs ont été renouvelés, avec les élections départementales de 2015, les élections régionales de 2015, les élections législatives de 2017 et les élections municipales de 2020.

## Sénateurs sortants
| Sénateur | Sénateur        | Parti | Fonctions lors de l'élection en 2014             |
| -------- | --------------- | ----- | ------------------------------------------------ |
|          | Catherine André | LR    | Adjointe au maire de Tournon-sur-Rhône           |
|          | Mathieu Darnaud | LR    | Conseiller régional, maire de Guilherand-Granges |

## Présentation des candidats et des suppléants
Les nouveaux représentants sont élus pour une législature de 6 ans au suffrage universel indirect par les 1 002 grands électeurs du département. Dans l'Ardèche, les sénateurs sont élus au scrutin majoritaire à deux tours. Leur nombre reste inchangé, deux sénateurs sont à élire. Les candidatures sont présentées ici dans l'ordre de leur dépôt à la préfecture.
| N°  | Candidats | Candidats           | Parti | Principales fonctions                                                |
| --- | --------- | ------------------- | ----- | -------------------------------------------------------------------- |
| T 1 |           | Florence Cerbaï     | EÉLV  | Conseillère régionale                                                |
| s 1 |           | Christian Moyersoen | EÉLV  |                                                                      |
|     |           |                     |       |                                                                      |
| T 2 |           | Céline Porquet      | RN    | Conseillère municipal de Viviers                                     |
| s 2 |           | Cyrille Grangier    | RN    |                                                                      |
|     |           |                     |       |                                                                      |
| T 3 |           | Maryse Rabier       | PS    | Adjointe au maire de Vallon-Pont-d'Arc                               |
| s 3 |           | Stéphane Lafage     | PS    | Maire de Cornas                                                      |
|     |           |                     |       |                                                                      |
| T 4 |           | Maurice Weiss       | PRG   | Conseiller départemental, maire de Saint-Agrève                      |
| s 4 |           | Laurence Allefresde | PS    | Conseillère départementale, maire du Prunet                          |
|     |           |                     |       |                                                                      |
| T 5 |           | Anne Ventalon       | LR    | Conseillère départementale, conseillère municipale de Vals-les-Bains |
| s 5 |           | Olivier Amrane      | LR    | Conseiller régional, adjoint au maire de Saint-Péray                 |
|     |           |                     |       |                                                                      |
| T 6 |           | Mathieu Darnaud     | LR    | Sénateur sortant, conseiller municipal de Guilherand-Granges         |
| s 6 |           | Sandrine Genest     | LR    | Conseillère régionale, maire de Lachapelle-sous-Aubenas              |
|     |           |                     |       |                                                                      |
| T 7 |           | Claire Tomada       | PCF   | Adjointe au maire de Vallées-d'Antraigues-Asperjoc                   |
| s 7 |           | Gilbert Bouvier     | PCF   | Maire de Gilhac-et-Bruzac                                            |
|     |           |                     |       |                                                                      |
| T 8 |           | Roger Kappel        | MoDem |                                                                      |
| s 8 |           | Sophie Florenson    | MoDem |                                                                      |
|     |           |                     |       |                                                                      |
| T 9 |           | Alexandra Cauquil   | MoDem | Conseillère municipale d'Aubenas                                     |
| s 9 |           | Thierry Lhuillier   | MoDem |                                                                      |

## Résultats
|               | Mathieu Darnaud   | LR            | LR            | 627   | 62,76 |  |  |
|               | Anne Ventalon     | LR            | DVD           | 517   | 51,75 |  |  |
|               | Maurice Weiss     | PRG           | DVG           | 340   | 34,03 |  |  |
|               | Maryse Rabier     | PS            | DVG           | 194   | 19,42 |  |  |
|               | Florence Cerbaï   | EÉLV          | VEC           | 98    | 9,81  |  |  |
|               | Claire Tomada     | PCF           | COM           | 54    | 5,51  |  |  |
|               | Alexandra Cauquil | MoDem         | MDM           | 19    | 1,90  |  |  |
|               | Céline Porquet    | RN            | RN            | 13    | 1,30  |  |  |
|               | Roger Kappel      | MoDem         | MDM           | 11    | 1,10  |  |  |
|               |                   |               |               |       |       |  |  |
| Votes valides | Votes valides     | Votes valides | Votes valides | 999   | 99,01 |  |  |
| Votes blancs  | Votes blancs      | Votes blancs  | Votes blancs  | 6     | 0,59  |  |  |
| Votes nuls    | Votes nuls        | Votes nuls    | Votes nuls    | 4     | 0,40  |  |  |
| Total         | Total             | Total         | Total         | 1 009 | 100   |  |  |
| Abstention    | Abstention        | Abstention    | Abstention    | 12    | 1,18  |  |  |
| Inscrits      | Inscrits          | Inscrits      | Inscrits      | 1 021 | 98,82 |  |  |